# Leonardo de Quíos
Leonardo de Quíos fue un prelado católico de origen griego.

## Biografía
El nacimiento de Leonardo en la isla de Quíos es de una fecha indeterminada, que entonces estaba bajo el dominio genovés y murió ya sea en Quíos o en Italia en 1482. Se dice que era de familia humilde, y entró en la Orden Dominicana en Quíos. Después por esta profesión fue enviado a Padua por sus estudios filosóficos y teológicos. Después de su ordenación fue profesor tanto en Padua como en Génova, luego a petición de María Justiniani regresó a su isla natal, y fue nombrado obispo de Mitilene en Lesbos por el Papa Eugenio IV.
El emperador bizantino Constantino XI había enviado una petición al Papa, pidiendo que se hagan esfuerzos para lograr una unión entre la Iglesias latina y «griega» (ortodoxos): para este propósito Leonardo fue seleccionado para acompañar a Isidoro, el cardenal obispo de Sabina, a Constantinopla. Un cierto grado de éxito se logró a través de sus esfuerzos y el tratado fue ratificado en diciembre de 1452. Sin embargo, los latinos se negaron a proporcionar ayuda en gran escala a los bizantinos, y al año siguiente Leonardo fue testigo de la devastación de la ciudad cuando los turcos otomanos tomaron la ciudad, dirigido por el sultán Mehmed II «el Conquistador». Leonardo y el Cardenal se salvaron milagrosamente de la masacre que siguió, el último regreso a Roma, mientras que Leonardo regresó a su diócesis. Desde Quíos, escribió al Papa en una carta un informe detallado de la caída de Constantinopla, que a menudo es  reimpreso por los historiadores ("Historia captae a Turcis Constantinopolis", Nuremberg, 1544; P.G., CLIX, 923 sq.; Lonicer, "Chronica Turcica", I, Frankfurt, 1578: "De capta a Mehemete II. Constantinopoli Leonardi Chiensis et Godefredi Langi narrationes," ed. L'Ecuy, Paris, 1823).
Gobernó su diócesis durante los próximos tres años hasta que Lesbos también cayó ante los turcos y fue llevado cautivo a Constantinopla. Obtuvo su libertad al año siguiente, e inmediatamente escribió al Papa una descripción del saqueo de su diócesis ("Leonardi Chiensis de Lesbo a Turcis capta epistola Pio Papae II missa", ed. Hopf, Konigsberg, 1866).

## Obras
Sus escritos más conocidos son las dos cartas mencionadas anteriormente y un sección apologético en respuesta al humanista Poggio Bracciolini. Ambas secciones con reseñas biográficas fueron editados por Miguel Justiniano (Ávila, 1657). Hay razones para creer que muchas de sus cartas permanecen inéditas en la Biblioteca Vaticana.